# Haris Hajradinović
Haris Hajradinović (* 18. února 1994, Prilep) je bosenský fotbalový záložník, od roku 2019 hráč tureckého klubu Kasımpaşa SK.

## Klubová kariéra
Svou fotbalovou kariéru začal FK Željezničar Sarajevo, kde působil i v mládežnických týmech. V roce 2012 se propracoval do prvního týmu. Následně přestoupil do FK Olimpic, odkud zamířil do chorvatského NK Inter Zaprešić.

### FK AS Trenčín
V Trenčíně podepsal v roce 2013 tříletou smlouvu. S klubem se představil mj. v Evropské lize UEFA 2014/15. V sezóně 2014/15 vyhrál Trenčín slovenský fotbalový pohár a také Fortuna ligu (čili double), na čemž se hráč částečně podílel.

### KAA Gent
V prosinci 2014 se dohodl na přestupu do belgického KAA Gent, kde podepsal 4letý kontrakt. S Gentem získal v ročníku 2014/15 mistrovský titul.

### FK Haugesund (hostování)
V lednu 2016 odešel na hostování do norského klubu FK Haugesund.

## Reprezentační kariéra
Haris byl členem reprezentačního týmu Bosny a Hercegoviny v kategorii do 19 let.